# Хабелиці
Хабелиці (пол. Chabielice) — село в Польщі, у гміні Щерцув Белхатовського повіту Лодзинського воєводства.
Населення — 255 осіб (2011).
У 1975-1998 роках село належало до Пйотрковського воєводства.

## Демографія
Демографічна структура станом на 31 березня 2011 року:
|          | Загалом | Допрацездатний вік | Працездатний вік | Постпрацездатний вік |
| -------- | ------- | ------------------ | ---------------- | -------------------- |
| Чоловіки | 132     | 30                 | 86               | 16                   |
| Жінки    | 123     | 19                 | 77               | 27                   |
| Разом    | 255     | 49                 | 163              | 43                   |